# Tradicionál
Tradicionál je buď označení jazzového orchestru hrající neworleanský styl jazzu z počátku 20. století, nebo skladby v tomto hudebním stylu.

## O stylu
Tradicionál vychází ze stylů jazzu dixieland a ragtime.